# Membri ai Academiei Române - R
Aceasta este o listă a tuturor membrilor Academiei Române ale căror nume încep cu litera A, începând cu anul înființării Academiei Române (1866) până în prezent.
- Ion Rachmuth (1911 - 1990), economist, membru corespondent (1955)
- Emil Racoviță (1868 - 1947), biolog, membru titular (1920)
- Elie Radu (1853 - 1931), inginer, membru de onoare (1926)
- Vasile Gh. Radu (1903 - 1982), zoolog, membru corespondent (1948)
- Francisc Iosif Rainer (1874 - 1944), medic, antropolog, membru de onoare (1943)
- Mihail Ralea (1896 - 1964), sociolog, psiholog, eseist, om politic, membru titular (1948)
- Lothar Rădăceanu (1899 - 1955), om politic, membru titular (1955)
- Ion Răducanu (1884 - 1964), economist, om politic, membru corespondent (1936)
- Alexandru D. Rădulescu (1886 - 1979), medic, scriitor, membru titular (1955)
- Andrei Rădulescu (1880 - 1959), jurist, istoric, membru titular (1920)
- Constantin (Costin) Rădulescu (1932 - 2002), speolog, paleontolog, membru corespondent (1993)
- Dan P. Rădulescu (n. 1928), geolog, membru titular (1993)
- Eugen H. Rădulescu (1904 - 1993), inginer agronom, membru titular (1963)
- Gheorghe Aurelian Rădulescu (1907 - 2002), inginer chimist, membru de onoare (1992)
- Nicolae Al. Rădulescu (1905 - 1989), geograf, membru corespondent (1948)
- Constantin Rădulescu-Motru (1868 - 1957), filosof, psiholog, membru titular (1923)
- Ion A. Rădulescu-Pogoneanu (1870 - 1945), pedagog, membru corespondent (1919)
- Remus Răduleț (1904 - 1984), inginer, membru titular (1963)
- Vasile Rășcanu (1885 - 1980), medic, fiziolog, membru titular (1955)
- Alexandru Rău (1900 - 1993), inginer, membru de onoare (1993)
- Grigore Râmniceanu (1845 - 1915), medic, membru corespondent (1890)
- Mihail M. Râmniceanu (1854 - 1915), inginer, membru corespondent (1904)
- Victor Râmniceanu (1856 - 1933), jurist, membru de onoare (1923)
- Liviu Rebreanu (1885 - 1944), scriitor, membru titular (1939)
- Vladimir, Cavaler de Repta (1842 - 1926), mitropolit, membru de onoare (1919)
- Camil Ressu (1880 - 1962), pictor, membru titular (1955)
- Emanoil Riegler (1854 - 1929), medic, farmacolog, membru corespondent (1904)
- Raluca Ripan (1894 - 1975), chimistă, membru titular (1948)
- Constantin F. Robescu (1839 - 1920), inginer agronom, membru corespondent (1871)
- Ioan Robu (n. 1944), arhiepiscop, membru de onoare (2001)
- Mihai Roller (1908 - 1958), om politic, istoric, membru titular (1948)
- Alexandru Roman (1826 - 1897), îndrumator cultural, publicist, membru fondator (1866)
- Visarion Roman (1833 - 1885), publicist, om politic, membru corespondent (1877)
- Dionisie Romano (1806 - 1873), episcop, cărturar, traducător, membru de onoare (1868)
- Mose David (Moses) Rosen (1912 - 1994), șef al Cultului Mozaic din România, membru de onoare (1992)
- Alexandru Rosetti (1895 - 1990), lingvist, filolog, membru titular (1948)
- Constantin A. Rosetti (1816 - 1885), scriitor, publicist, om politic, membru fondator (1867)
- Radu R. Rosetti (1877 - 1949), general, istoric, membru titular (1934)
- Theodor G. Rosetti (1837 - 1923), publicist, om politic, membru de onoare (1891)
- Alexandru Roșca (1906 - 1996), psiholog, membru titular (1991)
- Dumitru D. Roșca (1895 - 1980), filosof, membru titular (1974)
- Viktor Roth (1874 - 1936), preot, istoric, membru de onoare (1926)
- Ludovic Iosif Urban Rudescu (1908 - 1992), biolog român, membru corespondent (1963)
- Demostene Russo (1869 - 1938), filolog, istoric, membru corespondent (1919)
- Adrian Rusu (1946 - 2012), inginer, membru corespondent (1994)
- Dragoș Rusu (1910 - 1994), jurist, membru de onoare (1993)
- Liviu Rusu (1901 - 1985), psiholog, estetician, membru post-mortem (2006)